# Expedició Jowaki
L'expedició Jowaki va ser una expedició punitiva britànica a l'Índia, que va tenir lloc entre 1877 i 1878. Va començar quan el govern britànic a l'Índia va proposar reduir el pagament de la tribu Jowaki Afridi a la província fronterera del nord-oest. Els Jowaki cobraven per vigilar el pas de Kohat i, com a represàlia per una reducció del pagament, van assaltar el territori britànic. L'expedició va acabar el gener de 1878 quan les tensions es van apagar.

## Rerefons
A la dècada de 1870, el govern colonial britànic a l'Índia va donar a la tribu Jowaki Afridi un tribut per protegir el pas de Kohat. Aleshores, els jowaki eren la tribu Pathan més poderosa a la província fronterera del nord-oest. El 1875, les tribus locals de la zona del pas de Kohat, inclosos els jowaki, es van oposar a la construcció d'una carretera a través del pas. L'última gota pels Jowaki va arribar el 1877 quan el govern colonial els va reduir el pagament.
Com a resposta, els Jowaki van tallar el cable del telègraf, van entrar al poble de Shakkote (situat a la carretera de Cherat sota el fort turó de Cherat), van matar gairebé tots els 18 guàrdies cipais i van sortir amb rifles britànics. El mateix dia, el govern colonial va emetre una proclama de guerra contra els jowaki, afirmant que si no renunciaven als assassins Shakkote, retornaven els rifles britànics robats i pagaven una indemnització de 30.000 rupies com a garantia del seu futur bon comportament, els britànics. avançarien al seu territori. Els Jowaki van dir que no estarien d'acord amb cap condició i estaven disposats a lluitar.

## Curs
El 1877, la primera sortida britànica contra el Jowaki va consistir en 1.500 soldats de la Força Fronterera Britànica del Punjab en tres columnes sota el comandament de Frederic David Mocatta, 3r d'infanteria sikh. Poc després es van unir a ells una força més gran de 5.900 soldats en dues columnes sota el comandament dels brigadiers, Charles Patton Keyes i Campbell Claye Grant Ross.
El 9 de novembre, la 3a Infanteria Sikh va avançar a la vall de Paiya on es va trobar amb poca resistència dels Jowaki. Després d'algunes escaramusses a la zona, es van traslladar a la vall de Shindai, fent retrocedir una força Jowaki estacionada allí. L'1 de desembre havien empès els jowaki fora de la seva fortalesa a Jummu i els havien perseguit a través del congost de Naru Khula.
El gener de 1878 la 3a Infanteria Sikh va tornar a Jummu. A finals d'aquell mateix mes, 50 homes de la tribu Jowaki es van reunir amb els comandants britànics a la vall de Paiah per a converses de pau. No obstant això, van rebutjar les condicions britàniques i van continuar els assalts de la guerrilla. Els assalts de la guerrilla van incloure la crema de la carretera en disputa al pas de Kohat. Tot i que mai es va fer la pau, aquest va ser el final de l'expedició Jowaki.